# Арвер, Алексис-Феликс
Алексис-Феликс Арвер (фр. Alexis-Félix Arvers; 1806—1850) — французский писатель, поэт и драматург.
Алексис-Феликс Арвер родился в столице Франции городе Париже 28 июля 1806 года, сын оптового виноторговца, работал в нотариальной конторе.
В 1833 году он издал том своих стихотворений «Mes heures perdues», доставивших ему известность (в 1878 появилось новое издание с предисловием Банвиля). В единственном сборнике поэта шестнадцать стихотворений (в переиздании 1878 года добавлено ещё одно). Между этими стихотворениями помещена и драма его «La mort de François 1-r», в которой воспроизведена легенда о несчастном приключении короля в улице Фроманто. Его сонет «Un Secret» (название в оригинале: «Sonnet imité de l’italien»),  также известный как «Сонет Арвера» («Sonnet d’Arvers») — приобрел такую известность, что Арвера иногда называют «поэтом одного стихотворения».
В 1836 году Алексис-Феликс Арвер отказался от своей карьеры в качестве адвоката, чтобы целиком посвятить себя театру. Потом, при сотрудничестве Баяра и Фуше, Арвер написал несколько комедий-водевилей, пользовавшихся определённым успехом: «En attendant», «Deux maitresses» и другие, вместе с Скрибом написал «Dames patronesses». С 1838 года написал ряд произведений для сцены, по преимуществу вместе с Аврекуром (Ernest d’Avrecourt): «Les Parents de la fille», «Les Vielles amours», «Les Anglais en voyage», «Lord Spleen» и другие. Однако ни одно из его последующих произведений не имело такого успеха, как стихотворение «Un Secret»,  которое стало классикой французской поэзии романтического периода. Он посвящён Марии, дочери писателя Шарля Нодье.  Т. де Банвиль даёт тексту сонета самую высокую оценку: («Арвер нашёл… ситуацию реальную, мучительную, вечную… он лирически выразил её с искусством гармоничным, сдержанным, чистосердечным; он создал шедевр»).  
Как отмечает  Пинковский В.И. «Арвер  никогда не был широко популярен как  поэт, имел умеренный краткий успех как автор водевилей и, заслонённый крупными талантами своего времени, в последние годы своей недолгой жизни не писал художественных произведений».  Некоторое оживление интереса к нему нарастает с конца 70-х годов XIX столетия: переиздаётся с дополнением и предисловием Т. де Банвиля единственный поэтический сборник Ф. Арвера, выходит книга Ш. Глинеля о поэте. 
Алексис-Феликс Арвер скоропостижно скончался в своём родном городе 7 ноября 1850 года.

## Интересные факты
- «Сонет Арвера» был положен на музыку Шарль-Мари Видором,  Жоржем Бизе в 1868 году, (под названием «Моя жизнь имеет свой секрет», WD 84)  и Сержем Генсбуром.

- История его смерти — распространенный анекдот, описывается в романе Рильке «Записки Мальте Лауридса Бригге» (1904 – 1910):  «...он мирно, спокойно отходил, и сиделке, вероятно, показалось, что он зашел дальше, чем то было на деле. Очень громко она распорядилась насчет того, где то-то и то-то найти. Она была темная, необразованная монахиня и никогда не видела написанным слова «коридор», без которого в ту минуту не могла обойтись; и потому она выговорила «колидор», полагая, что так произносить и следует. И тут Арвер прервал умирание. Ему показалось необходимым сперва ее поправить. Совершенно очнувшись, он ей объяснил, что следует произносить «коридор». И затем он умер. Он был поэт и терпеть не мог приблизительностей; или просто он ратовал за истину; или ему не хотелось уносить в могилу впечатление о неряшливости оставляемого мира. Теперь уж трудно решить. Но никак не следует думать, будто в нем говорило пустое педантство».